# Ayda Aksel
Ayda Aksel (Istanbul, 31 ottobre 1962) è un'attrice turca.

## Biografia
Nata nel 1962 a Istanbul (Turchia), ha studiato presso il dipartimento teatrale dell'Università Mimar Sinan. Durante la scuola elementare, ha studiato presso il dipartimento di balletto e violoncello del conservatorio. Doppiatrice in spot pubblicitari, ha lavorato per quindici anni come membro dello staff della direzione generale dei teatri statali. Successivamente, ha lavorato presso il teatro Sadri Alışık e ha tenuto conferenze in dialogo. Dal 2019 al 2021 ha ottenuto il ruolo di Azize Aslanbey / Ayşe Şadoğlu nella serie Hercai - Amore e vendetta (Hercai), seguita nel 2022 dal ruolo di Fazilet Saruhanlı nella serie Baba. Nel 2023 ha interpretato il ruolo di Zafer Pehlivan nella serie La rosa della vendetta (Gülcemal), seguita nel 2023 e nel 2024 dal ruolo di Nedret Soykan nella serie The Family (Aile).

## Vita privata
Nel 1984 è convolata a nozze con l'ingegnere civile Haluk Semi Yüngül, dal quale ha avuto una figlia, Leyla, per poi divorziare nel 1993. Nel 1995 è convolata in seconde nozze con l'elettricista Atilla Akıncıoğlu, deceduto nel 2010 e dal quale ha avuto un figlio, Efe.

## Filmografia

### Cinema
- Bir Erkeğin Anatomisi, regia di Yavuz Özkan (1997)
- Cumhuriyet, regia di Ziya Öztan (1998)
- Kaçıklık Diploması, regia di Tunç Başaran (1998)
- Halk Düşmanı, regia di Erkavim Yıldırım (2004)
- Sınav, regia di Ömer Faruk Sorak (2006)
- Kars Öyküleri, regia di Özcan Alper (2010)
- Aşk Tesadüfleri Sever, regia di Ömer Faruk Sorak (2011)
- Behzat Ç. Seni Kalbime Gömdüm, regia di Serdar Akar (2011)
- Bir Avuç Deniz, regia di Leyla Yılmaz (2011)
- Aşk Kırmızı, regia di Osman Sınav (2013)
- Mandıra Filozofu, regia di Müfit Can Saçıntı (2014)
- Hayat Öpücüğü, regia di Şenol Sönmez (2015)
- Ailecek Şaşkınız, regia di Selçuk Aydemir (2018)
- Mucize 2: Aşk, regia di Mahsun Kırmızıgül (2019)

### Televisione
- Üç İstanbul – serie TV (TRT 1, 1983)
- Yaprak Dökümü – serie TV (TRT 1, 1988)
- Yıldızlar Gece Büyür – serie TV (TRT 1, 1991)
- Kurtuluş – serie TV, 6 episodi (TRT 1, 1994)
- Kıvılcım – serie TV, 1 episodio (Star TV, 1999)
- Çekirdek Aile – serie TV (Kanal D, 2002)
- Adı Aşk Olsun – serie TV, 3 episodi (Kanal D, 2004)
- Esir Kalpler – serie TV, 4 episodi (Kanal D, 2006)
- Hatırla Sevgili – serie TV, 67 episodi (ATV, 2006-2008)
- Gönülçelen – serie TV, 56 episodi (ATV, 2010-2011)
- Yalancı Bahar – serie TV, 9 episodi (Star TV, 2011)
- Zengin Kız Fakir Oğlan – serie TV, 141 episodi (TRT 1, Fox, 2012-2015)
- Kördüğüm – serie TV, 31 episodi (Fox, 2016)
- Poyraz Karayel – serie TV, 20 episodi (Kanal D, 2016-2017)
- Tutsak – serie TV, 9 episodi (Kanal D, 2017)
- Dudullu Postası – serie TV, 13 episodi (BluTV, 2018)
- Gülperi – serie TV, 13 episodi (Show TV, 2018)
- Hercai - Amore e vendetta (Hercai) – serie TV, 69 episodi (ATV, 2019-2021)
- Baba – serie TV, 30 episodi (Show TV, 2022)
- La rosa della vendetta (Gülcemal) – serie TV, 13 episodi (Fox, 2023)
- The Family (Aile) – serie TV, 15 episodi (Show TV, 2023-2024)

## Teatro
- Truva Savaşı Olmayacak di Jean Giraudoux, presso il teatro statale di Istanbul (1980)
- Yoklar Dağındaki Kar di Mümtaz Zeki Taşkın, presso il teatro statale di Istanbul (1981)
- İstanbul Efendisi di Musahipzade Celal, presso il teatro statale di Istanbul (1983)
- Düşüş di Nahid Sırrı Örik e Kemal Bekir, presso il teatro statale di Istanbul (1984)
- Sevgili Doktor di Neil Simon, presso il teatro statale di Istanbul (1984)
- Ah Şu Gençler di Turgut Özakman, presso il teatro statale di Istanbul (1985)
- Cadıların Macbethi, adattamento di William Shakespeare di Müge Gürman, presso il teatro statale di Istanbul (1986)
- Gergedan di Eugene İonesc, presso il teatro statale di Istanbul (1986)
- Tohum ve Toprak di Orhan Asena, presso il teatro statale di Istanbul (1986)
- Yangın Yerinde Orkideler di Memet Baydur, presso il teatro statale di Istanbul (1989)
- Budala di Fyodor Dostoyevski e Simon Gray, presso il teatro statale di Istanbul (1990)
- Fırtına di William Shakespeare, presso il teatro statale di Istanbul (1991)
- Yedi Kadın di Barbara Schottenfeld, presso il teatro statale di Istanbul (1992)
- Gizli Oturum di Jean Paul Sartre, presso il teatro statale di Istanbul (1993)
- Ben Anadolu di Güngör Dilmen, presso il teatro statale di Istanbul (1997)
- Karşı Penceredeki Kadın di Yavuz Özkan, presso il teatro Sadri Alışık (1998)
- Özel Hayatlar di Noel Coward, presso il teatro statale di Istanbul (2000)
- Ölümüne Suçlu di Richard Harris, presso il teatro statale di Istanbul (2002)
- Yarım Bardak Su di Tarık Ginersel, presso il teatro statale di Istanbul (2004)
- Omuzumdaki Melek di Stephan Levi, presso il teatro statale di Istanbul (2007)

## Doppiatrici italiane
Nelle versioni in italiano dei suoi film e delle sue serie TV, Ayda Aksel è stata doppiata da:
- Beatrice Margiotti[12] in Hercai - Amore e vendetta[13]
- Isabella Pasanisi[14] ne La rosa della vendetta,[15] in The Family[16]

## Riconoscimenti
- Ankara Film Festival
  - 1999: Vincitrice come Miglior attrice per il film Kaçıklık Diploması
- Premio İsmet Küntay
  - 2004: Premio per la migliore attrice per lo spettacolo teatrale Yarım Bardak Su
- Premi per gli attori teatrali e cinematografici Sadri Alışık
  - 2003: Vincitrice come Attrice di maggior successo per lo spettacolo teatrale Ölümüne Suçlu
  - 2011: Vincitrice come Miglior attrice dell'anno in un ruolo non protagonista per il film Aşk Tesadüfleri Sever con Ömer Faruk Sorak
- Premi Orhan Arıburnu
  - 1999: Vincitrice come Miglior attrice per il film Kaçıklık Diploması
- Premi teatrali Afife
  - 2003: Vincitrice come Attrice di maggior successo dell'anno per lo spettacolo teatrale Ölümüne Suçlu
  - 2007: Vincitrice come Attrice musicale o comica di maggior successo dell'anno per lo spettacolo teatrale Omuzumdaki Melek
- Università tecnica di Istanbul
  - 2007: Vincitrice come Attrice di maggior successo per lo spettacolo teatrale Omuzumdaki Melek